# Dumont d'Urville (A624)
Pour les autres navires du même nom, voir Dumont d'Urville (navire).
Le Dumont d'Urville (indicatif visuel A624) est un bâtiment de soutien et d'assistance outre-mer ;BSAOM (anciennement appelé BM2 ou bâtiment multi missions ) – de la classe d'Entrecasteaux appartenant à la Marine nationale française. Il sera basé à Fort-de-France en Martinique où il remplace le BATRAL Dumont d'Urville retiré du service actif en 2017. Tout comme son prédécesseur, le navire porte le nom du navigateur français Jules Dumont d'Urville.

## Missions et caractéristiques
Les missions des bâtiments de cette classe sont le contrôle des zones de pêche dans les territoires français d'Outre-mer, la lutte contre les trafics, le respect des zones économiques exclusives (ZEE), l'assistance aux populations, le transport de matériel et de personnel et la projection de forces armées. Le Dumont d'Urville remplira ces missions pour la zone des Antilles françaises depuis le port militaire du Fort Saint-Louis à Fort-de-France pour le compte des Forces armées aux Antilles.
Le Dumont d'Urville est mis en œuvre par deux équipages de vingt-trois marins qui embarquent alternativement à la mer pour 30 jours d'autonomie sans assistance et une disponibilité au service de 200 jours par an.

## Histoire
Les bâtiments de la classe d'Entrecasteaux (bâtiments multi-missions ou B2M, renommés bâtiments de soutien et d'assistance outre-Mer ou BSAOM) étaient initialement prévus au nombre de trois avant que la validation de la loi de programmation militaire en mai 2015 ne lève l'option mise sur un quatrième navire à construire selon les mêmes conditions.
Le navire est commandé au chantier Piriou par la Direction générale de l'Armement (DGA) le 18 janvier 2017. Sa coque est assemblée dans les chantiers naval de Gdansk en Pologne avant d'arriver à Concarneau pour l'aménagement intérieur. La livraison à l'origine prévue au deuxième trimestre 2018, a été retardée au 5 avril 2019 lors de sa réception à Brest par la DGA avant son déploiement de longue durée (préalable à son admission au service actif) fin juin 2019 à la base de Fort-de-France en Martinique.
Le bâtiment est officiellement admis au service actif le 17 avril 2020.

## Carrière opérationnelle
Avant même son admission officielle au service actif, le bâtiment est utilisé de manière opérationnelle pour transporter au début du mois d'avril 2020 un renfort de quinze gendarmes et deux véhicules sur l'île de Saint-Martin depuis la Martinique dans le cadre de la lutte contre la pandémie de Covid-19, puis pour assurer le fret de conteneurs et de matériel vers la Guyane à la fin du même mois à partir de la Guadeloupe.
Chargé de la lutte contre la contrebande et le trafic de drogues dans la mer des Caraïbes, il est présent en Guadeloupe le 15 juin 2024 pour l'accueil de la flamme olympique aux Saintes où les marins lui font une haie d'honneur. Quelques jours plus tard, il est envoyé pour ravitailler les îles sinistrées après le passage de l'ouragan Beryl.

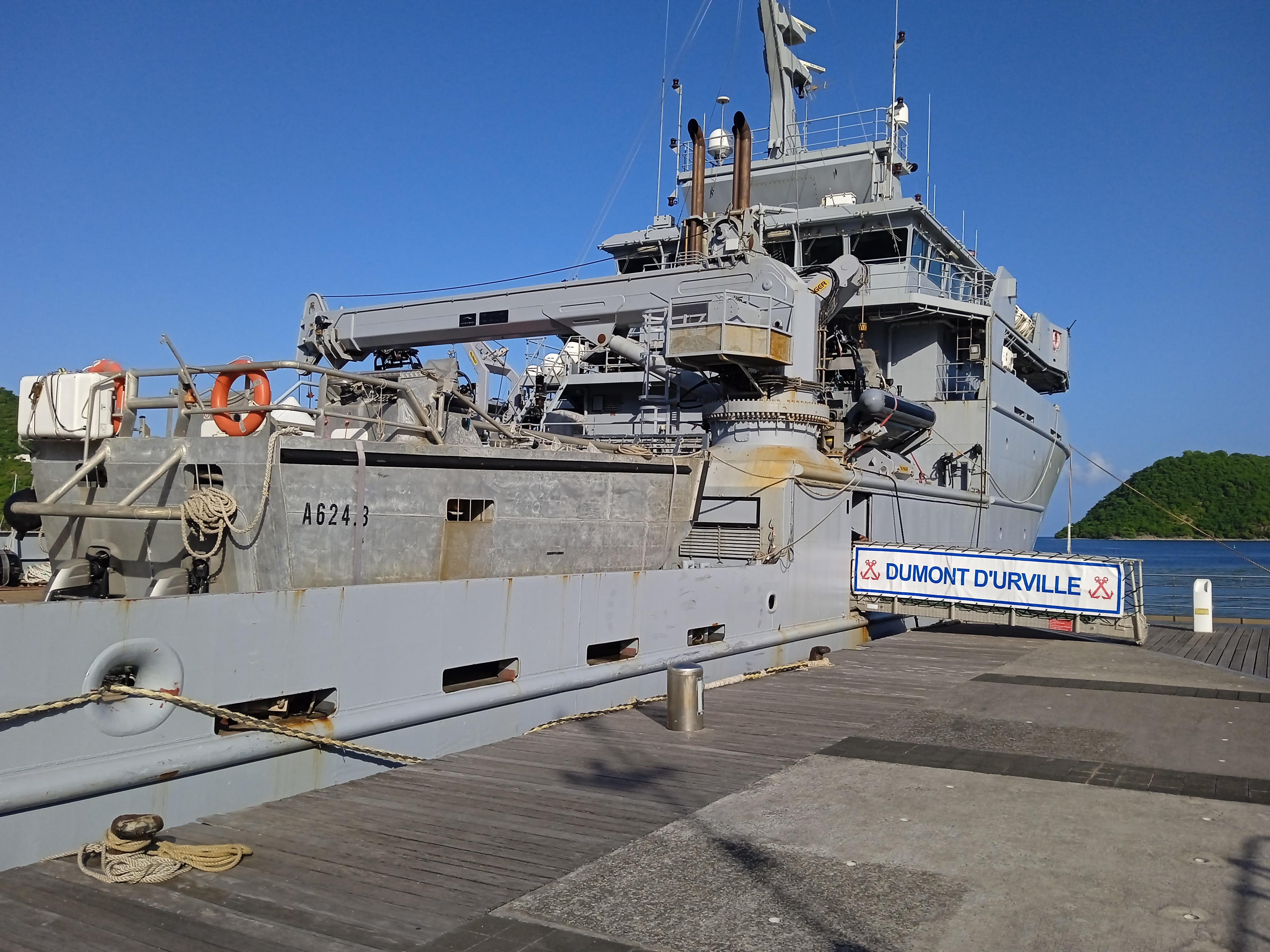
Le Dumont d'Urville aux Saintes le 15 juin 2024.
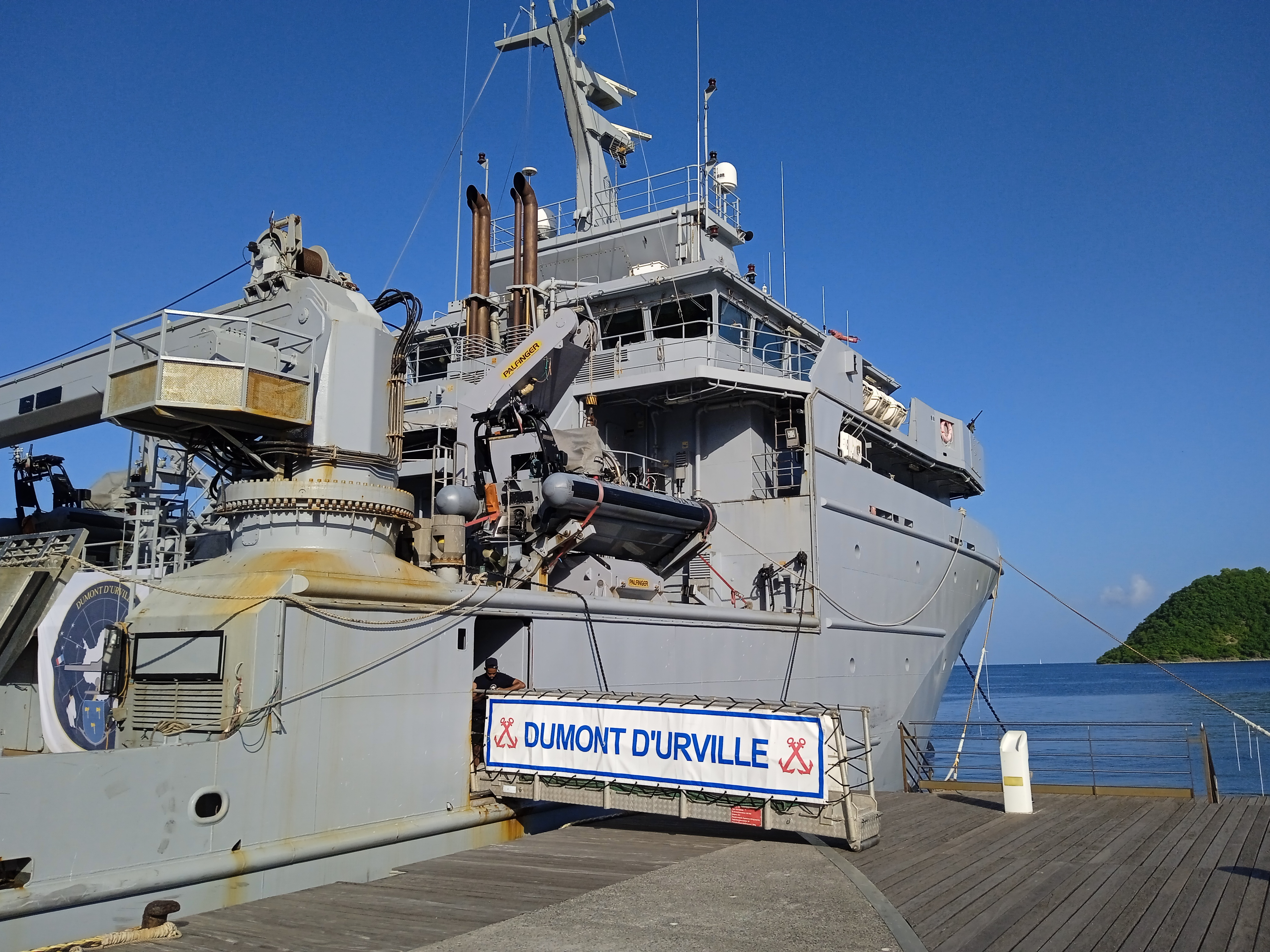
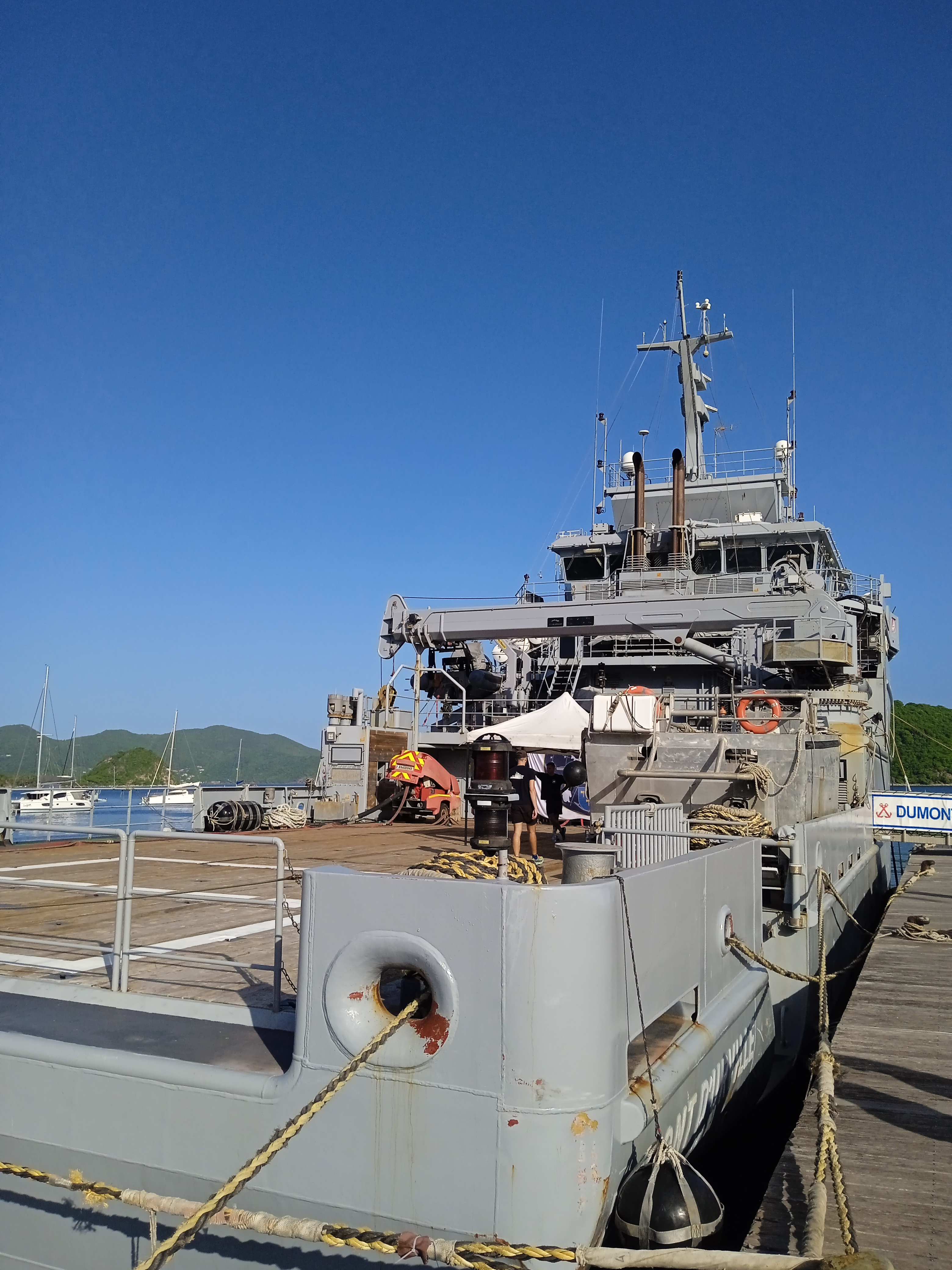
Le Dumont d'Urville (A624).
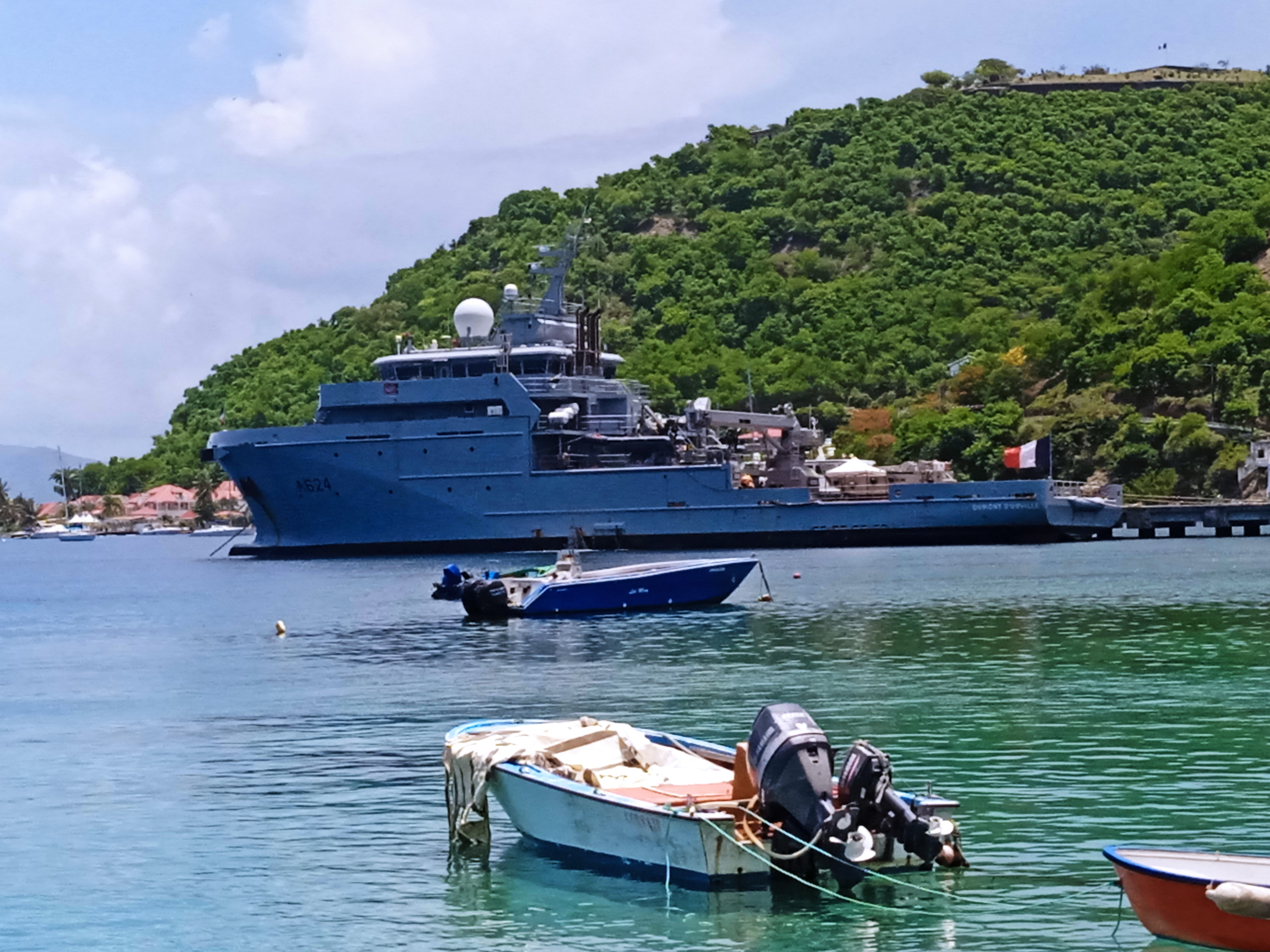
Le Dumont d'Urville en 2024.